# Richard Mandl
Richard Mandl, né le 9 mai 1859 à Prostějov et mort le 31 mars 1918 à Vienne, est un compositeur autrichien.

## Biographie
Richard Mandl est originaire d'une très riche famille d'industriels. Il a été élève de Léo Delibes au Conservatoire de Paris. Il est surtout connu comme compositeur de lieder. Il a par exemple mis en musique le poème Gode Nacht de Theodor Storm et Anfang vom Ende d'Arthur Schnitzler (1912). Il a également composé des œuvres chorales, un quintette avec piano (1911), une Ouvertüre zu einem gaskognischen Ritterspiel pour grand orchestre (1916) et un opéra-comique en un acte, Rencontre Imprévue (1890).
Richard Mandl était marié à la pianiste Camilla Barda (1872-1922) et repose dans la section israélite du cimetière central de Vienne.